# 2. dzielnica Paryża

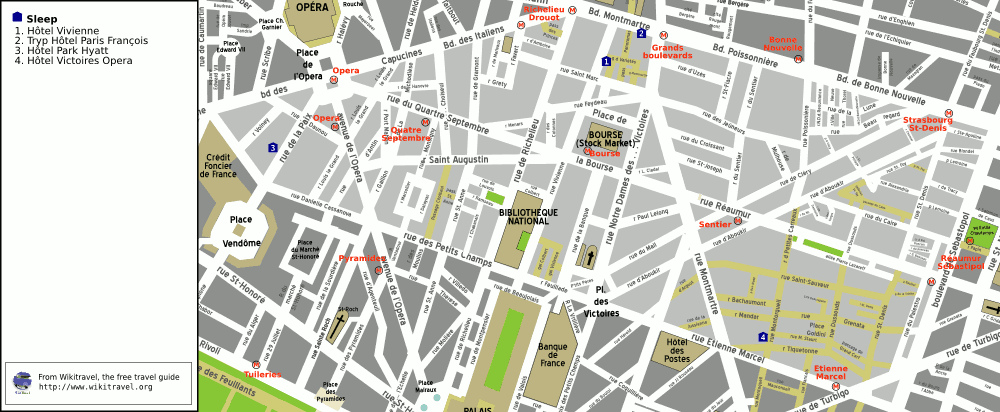
Plan 2. dzielnicy Paryża

2. dzielnica Paryża (fr. 2e arrondissement de Paris) – jedna z dwudziestu dzielnic Paryża.

## Podział
Każda z dwudziestu dzielnic Paryża podzielona jest na cztery mniejsze jednostki administracyjne: quartiers. 2. dzielnica dzieli się na:
- Quartier Gaillon,
- Quartier Vivienne,
- Quartier du Mail,
- Quartier de Bonne-Nouvelle.